# Imre Palugyai (évêque)
Imre Palugyay (en hongrois : palugyai és bodafalvai Palugyay Imre, en allemand : Imrich von Palugyay und Bodafalva, en latin : Emericus Palugyay de Eadem et Bodafalva) (1780-1858), est un prélat. 

Il fut conseiller du roi et évêque de Košice (1830-1839). Il est nommé évêque de Nitra (de) 13 février 1839, y est installé le 25 mai 1839, jusqu'à sa mort en 1858. 
Réel conseiller privé (1849), il était chevalier grand-croix de l'Ordre de la Couronne de fer (1852), grand-croix de l'Ordre impérial de Léopold (1854), commandeur de l'ordre de Saint-Étienne de Hongrie (1849) et baron de l'Empire.